# Большедмитровское сельское поселение
Большедмитровское сельское поселение — муниципальное образование в Подгоренском районе Воронежской области.
Административный центр — хутор Красюковский.

## Административное деление
В состав поселения входят:
- хутор Красюковский,
- хутор Белореченский,
- хутор Большая Дмитровка,
- хутор Даньковский,
- хутор Медведевка.